# Maxime Vachier-Lagrave
Maxime Vachier-Lagrave (ur. 21 października 1990 w Nogent-sur-Marne) – francuski szachista, arcymistrz od 2005 roku.

## Kariera szachowa
W roku 2005 w wieku 14 lat i 4 miesięcy wypełnił trzecią normę arcymistrzowską i był wówczas siódmym najmłodszym zawodnikiem w historii szachów oraz drugim (po Étienne Bacrot) najmłodszym Francuzem, któremu udało się osiągnąć ten poziom. W latach 2003 i 2005 dwukrotnie zdobył tytuły wicemistrza świata juniorów (odpowiednio do lat 14 i 16). W 2004 zwyciężył w turnieju w Paryżu, zajął II m. w Évry oraz podzielił I m. w mistrzostwach Paryża. W 2005 zdobył srebrny medal indywidualnych mistrzostw Francji. W 2006 podzielił V m. w otwartym turnieju Aerofłot Open w Moskwie. W 2007 podzielił II m. (za Pawłem Eljanowem, wspólnie z Bu Xiangzhi, Dmitrijem Jakowienko i Gabrielem Sargissianem) w turnieju Corus-B w Wijk aan Zee, zwyciężył (wspólnie z Laurentem Fressinetem i Pawłem Tregubowem) w mistrzostwach Paryża oraz zdobył w Aix-les-Bains tytuł mistrza Francji (po pokonaniu w dogrywce Władysława Tkaczewa). W 2008 podzielił (po barażu) IV-V m. (wspólnie z Władimirem Bakłanem) w indywidualnych mistrzostwach Europy w Płowdiwie oraz zwyciężył w mistrzostwach Paryża (wspólnie z Alberto Davidem) oraz w memoriale Gyorgy Marxa w Paks. Zdobył również tytuł wicemistrza Francji, w dogrywce przegrywając z Étienne Bacrotem. W 2009 odniósł duży sukces, samodzielnie zwyciężając w silnie obsadzonym turnieju w Biel (wyprzedzając m.in. Aleksandra Moroziewicza, Wasilija Iwanczuka i Borysa Gelfanda). W tym samym roku zdobył w Puerto Madryn tytuł mistrza świata juniorów do 20 lat. W 2010 zdobył w Warszawie tytuł mistrza Europy w szachach błyskawicznych. W 2012 zwyciężył w turnieju SPICE Cup  w Saint Louis oraz po raz drugi w karierze zdobył w Warszawie tytuł mistrza Europy w szachach błyskawicznych. W 2013 podzielił I m. w turnieju Gibraltar Chess Festival (wspólnie z Nikitą Witiugowem, Nigelem Shortem i Sandipanem Chandaą), natomiast w 2014 zwyciężył w turnieju głównym festiwalu w Biel. W 2015 podzielił II m. (za Magnusem Carlsenem, wspólnie z Aniszem Girim, Wesleyem So i Ding Lirenem) w turnieju Tata Steel w Wijk aan Zee.
Wielokrotny reprezentant Francji w rozgrywkach drużynowych, m.in.:
- pięciokrotnie na olimpiadach szachowych (w latach 2006, 2008, 2010, 2012, 2014)[11],
- trzykrotnie na drużynowych mistrzostwach Europy (w latach 2007, 2011, 2013); medalista: wspólnie z drużyną – srebrny (2013)[12].

Najwyższy ranking w dotychczasowej karierze osiągnął 1 sierpnia 2016, z wynikiem 2819 punktów zajmował wówczas 2. miejsce na światowej liście FIDE, jednocześnie zajmując 1. miejsce wśród francuskich szachistów